# Guasave (stad)
Guasave is een stad in de Mexicaanse deelstaat Sinaloa. Guasave heeft 66.793 inwoners (census 2005) en is de hoofdplaats van de gemeente Guasave.

## Geboren
- José Luis Rubio (1996), beachvolleyballer
- Josué Gaxiola (1997), beachvolleyballer